# Zeca (Fußballspieler, 1994)
Zeca, bürgerlich José Carlos Cracco Neto (* 16. Mai 1994 in Paranavaí) ist ein brasilianischer Fußballspieler.

## Karriere

### Verein
Zeca begann mit dem Fußballspielen in der Jugend von EF São Carlos und kam 2006 zum FC Santos, es folgten zwei Jahre in der Jugend von América-SP und schließlich kehrte er wieder zum FC Santos zurück. Dort gelang ihm der Sprung in den Seniorenbereich und er absolvierte 82 Spiele von 2014 bis 2018 in der Série A der höchsten Spielklasse Brasiliens. Nach einem Rechtsstreit mit Santos, verließ er den Klub und unterzeichnete im April 2018 er beim Ligakonkurrenten Internacional Porto Alegre. Santos erhielt im Gegenzug den Spieler Eduardo Sasha von Internacional. In der Série A 2018 bestritt er von 38 möglichen Spielen 19. Auch in der Folgesaison kam er zu regelmäßigen Einsätzen. Zum Saisonstart 2020 kam Zeca auf Leihbasis im Tausch mit Moisés zum EC Bahia. Die Leihe war bis Dezember des Jahres befristet und enthielt eine Kaufoption. Nachdem die Série A 2020 aufgrund der COVID-19-Pandemie verschoben werden musste, wurde das Leihgeschäft im Dezember bis zum Ende der Meisterschaft im Februar 2021 verlängert.
Zeca kehrte im Anschluss nicht zu Internacional zurück. Im März 2021 kündigte er seinen noch bis Juni 2022 laufenden Vertrag mit dem Klub. Er ging nach Rio de Janeiro, wo er bei CR Vasco da Gama unterzeichnete. Der Kontrakt erhielt eine Laufzeit bis Anfang Dezember des Jahres. Der Wechsel kam für Zeca einem sportlichen Abstieg gleich, da Vasco in der Série B 2021 spielte. Nach Beendigung der Saison gab Vasco bekannt, den Kontrakt mit Zeca nicht erneuern zu wollen.
Im Februar 2022 gab Houston Dynamo die Verpflichtung von Zeca bekannt. Der Kontrakt erhielt eine Laufzeit über eine Saison mit der Option auf zwei weitere Spielzeiten. Sein Pflichtspieldebüt gab Zeca am 5. März 2022 in der Major League Soccer 2022 im Spiel bei Sporting Kansas City. In dem Spiel wurde er in der 86. Minute für Zarek Valentin eingewechselt.

### Nationalmannschaft
Bei den Olympischen Sommerspielen 2016 konnte er mit der Brasilianischen Auswahl im eigenen Land die Goldmedaille gewinnen.

## Erfolge
Brasilien U23
- Olympische Sommerspiele: 2016

Santos
- Staatsmeisterschaft von São Paulo: 2015, 2016

Bahia
- Staatsmeisterschaft von Bahia: 2020